# Дариенски залив
Дариенският залив (на испански: Golfo de Darien) е залив в най-южната част на Карибско море, край бреговете на Колумбия и Панама. Вдава се в сушата на 165 km, ширина на входа между носовете Брокелес (в Колумбия, на изток) и Потоганди (в Панама, на запад) 190 km. На юг значително се стеснява и преминава във вторичния залив Ураба. Максимална дълбочина в откритата част над 2000 m. В западната му част, покрай брега на Панама са разположени няколко малки острови (Пинос, Сасарди и др.). Бреговете му са предимно ниски, заблатени, заети от мангрови гори. В него се вливат множество реки, като най-големите са Сан Хуан и Мулатос (от югоизток), Леон и Атрато (от юг, в залива Ураба). Средната годишна температура на повърхността на водата е 26°С, а солеността – над 36‰. Приливите са неправилни, полуденонощни, с височина до 0,6 m. В най-южната му част, на брега на залива Ураба е разположено колумбийското пристанище Турбо.
Дариенският залив е открит през 1501 г. от испанският конкистадор Родриго де Бастидас, който изследва и картира югоизточния и южния му бряг. Югозападното му крайбрежие е открито и изследвано през 1511 г. от друг известен испански конкистадор Васко Нунес де Балбоа.